# جيمس باتريك غاردنر
جيمس باتريك غاردنر (بالإنجليزية: James Patrick Gardner)‏ هو سياسي بريطاني (وحمل سابقاً جنسية المملكة المتحدة لبريطانيا العظمى وأيرلندا)، ولد في 5 مارس 1883 في بلفاست في المملكة المتحدة، وتوفي في 25 يوليو 1937. حزبياً، نشط في حزب العمال. في الانتخابات العامة في المملكة المتحدة 1923 ‏، انتخب عضو برلمان المملكة المتحدة الـ33 عن دائرة Hammersmith North (UK Parliament constituency) ‏ (6 ديسمبر 1923 – 9 أكتوبر 1924) وفي الانتخابات الفرعية في مجلس العموم البريطاني ‏، انتخب عضو برلمان المملكة المتحدة الـ34 عن دائرة Hammersmith North (UK Parliament constituency) ‏ (28 مايو 1926 – 10 مايو 1929) وفي الانتخابات العامة في المملكة المتحدة 1929 ‏، انتخب عضو برلمان المملكة المتحدة الـ35 عن دائرة Hammersmith North (UK Parliament constituency) ‏ (30 مايو 1929 – 7 أكتوبر 1931).